# Чемпионат Европы по лёгкой атлетике в помещении 2005
28-й чемпионат Европы по лёгкой атлетике в помещении проходил с 4 по 6 марта 2005 года во Дворце спорта города Мадрид (Испания).
В соревнованиях приняли участие 560 атлетов из 42 стран. Было разыграно 28 комплектов медалей (по 14 у мужчин и женщин). Турнир стал последним международным официальным стартом в помещении в истории, в программу которого был включён бег на 200 метров.

## Призёры
Сокращения: WR — мировой рекорд | ER — рекорд Европы | NR — национальный рекорд | CR — рекорд чемпионата

### Мужчины
| Дисциплина                   | Золото                                                          | Золото     | Серебро                                                                             | Серебро    | Бронза                                                                          | Бронза       |
| ---------------------------- | --------------------------------------------------------------- | ---------- | ----------------------------------------------------------------------------------- | ---------- | ------------------------------------------------------------------------------- | ------------ |
| 60 м подробности             | Джейсон Гарденер Великобритания                                 | 6,55       | Рональд Поньон [a] Франция                                                          | 6,62 [a]   | Константин Васюков [a] Украина                                                  | 6,62 [a]     |
| 200 м подробности            | Тобиас Унгер Германия                                           | 20,53 NR   | Крис Ламберт Великобритания                                                         | 20,69      | Марцин Урбась Польша                                                            | 21,04        |
| 400 м подробности            | Дэвид Гиллик Ирландия                                           | 46,30      | Давид Каналь Испания                                                                | 46,64      | Себастьян Гацка Германия                                                        | 46,88        |
| 800 м подробности            | Дмитрий Богданов Россия                                         | 1.48,61    | Антонио Мануэль Рейна Испания                                                       | 1.48,76    | Хуан де Диос Хурадо Испания                                                     | 1.49,11      |
| 1500 м подробности           | Иван Гешко Украина                                              | 3.36,70 CR | Хуан Карлос Игуэро Испания                                                          | 3.37,98    | Рейес Эстевес Испания                                                           | 3.38,90      |
| 3000 м подробности           | Алистер Крэгг Ирландия                                          | 7.46,32    | Джон Мэйок Великобритания                                                           | 7.51,46    | Рейес Эстевес Испания                                                           | 7.51,65      |
| 60 м с барьерами подробности | Ладжи Дукуре Франция                                            | 7,50       | Фелипе Виванкос Испания                                                             | 7,61       | Роберт Кронберг Швеция                                                          | 7,65         |
| Эстафета 4×400 м подробности | Франция · Ришар Монье · Реми Валлар · Брис Панель · Марк Ракиль | 3.07,90    | Великобритания · Дейл Гарланд · Дэниел Коссинс · Ричард Дэвенпорт · Гарет Уорбертон | 3.09,53    | Россия · Андрей Полукеев · Александр Усов · Дмитрий Форшев · Александр Борщенко | 3.09,63      |
| Прыжок в высоту подробности  | Стефан Хольм Швеция                                             | 2,40 м CR  | Ярослав Рыбаков Россия                                                              | 2,38 м NR  | Павел Фоменко Россия                                                            | 2,32 м       |
| Прыжок с шестом подробности  | Игорь Павлов Россия                                             | 5,90 м =CR | Денис Юрченко Украина                                                               | 5,85 м     | Тим Лобингер Германия                                                           | 5,80 м       |
| Прыжок в длину подробности   | Хоан Лино Мартинес Испания                                      | 8,37 м     | Богдан Цэруш Румыния                                                                | 8,14 м     | Владимир Зюськов Украина                                                        | 7,99 м       |
| Тройной прыжок подробности   | Игорь Спасовходский Россия                                      | 17,20 м    | Николай Саволайнен Украина                                                          | 17,01 м    | Александр Петренко Россия                                                       | 16,98 м      |
| Толкание ядра подробности    | Иоахим Ольсен Дания                                             | 21,19 м    | Рютгер Смит Нидерланды                                                              | 20,79 м NR | Мануэль Мартинес Испания                                                        | 20,51 м      |
| Семиборье подробности        | Роман Шебрле Чехия                                              | 6232 очка  | Александр Погорелов Россия                                                          | 6111 очков | Роланд Шварцль Австрия                                                          | 6064 очка NR |

a  Допинг-проба, взятая по завершении мужского финала в беге на 60 метров у серебряного призёра Марка Льюис-Фрэнсиса из Великобритании, дала положительный результат на наличие в организме спортсмена следов применения марихуаны. С 2004 года она была включена Всемирным антидопинговым агентством в список запрещённых субстанций. 13 мая 2005 года Британская федерация лёгкой атлетики вынесла спортсмену публичное предупреждение в связи с данным инцидентом, его результат на чемпионате Европы в помещении — 2005 (2-е место, 6,59) в соответствии с правилами был аннулирован.

### Женщины
| Дисциплина                   | Золото                                                                      | Золото           | Серебро                                                                       | Серебро      | Бронза                                                                         | Бронза      |
| ---------------------------- | --------------------------------------------------------------------------- | ---------------- | ----------------------------------------------------------------------------- | ------------ | ------------------------------------------------------------------------------ | ----------- |
| 60 м подробности             | Ким Геварт Бельгия                                                          | 7,16             | Георгия Коклони Греция                                                        | 7,18         | Мария Карастамати Греция                                                       | 7,25        |
| 200 м подробности            | Ивет Лалова Болгария                                                        | 22,91 NR         | Карин Майр-Крифка Австрия                                                     | 22,94        | Жаклин Пулман Нидерланды                                                       | 23,42       |
| 400 м подробности            | Светлана Поспелова Россия                                                   | 50,41            | Светлана Усович Белоруссия                                                    | 50,55 NR     | Ирина Росихина Россия                                                          | 52,05       |
| 800 м подробности            | Лариса Чжао Россия                                                          | 1.59,97          | Майте Мартинес Испания                                                        | 2.00,52      | Наталья Цыганова Россия                                                        | 2.01,62     |
| 1500 м подробности           | Елена Ягэр Румыния                                                          | 4.03,09          | Корина Думбрэвян Румыния                                                      | 4.05,88      | Хинд Дехиба Франция                                                            | 4.07,20     |
| 3000 м подробности           | Лидия Хоецкая Польша                                                        | 8.43,76          | Зузанне Пумпер [b] Австрия                                                    | 8.47,74 [b]  | Сабрина Моккенхаупт [b] Германия                                               | 8.47,76 [b] |
| 60 м с барьерами подробности | Сюзанна Каллур Швеция                                                       | 7,80 NR          | Йенни Каллур Швеция                                                           | 7,99         | Кирстен Больм Германия                                                         | 8,00        |
| Эстафета 4×400 м подробности | Россия · Татьяна Левина · Юлия Носова · Ирина Росихина · Светлана Поспелова | 3.28,00 CR       | Польша · Анна Гузовская · Моника Бейнар · Марта Хруст-Рожей · Малгожата Пскит | 3.29,37 NR   | Великобритания · Мелани Пёркисс · Донна Фрейзер · Кэтрин Мёрфи · Ли Макконнелл | 3.29,81 NR  |
| Прыжок в высоту подробности  | Анна Чичерова Россия                                                        | 2,01 м           | Рут Бейтиа Испания                                                            | 1,99 м       | Венелина Венева Болгария                                                       | 1,97 м      |
| Прыжок с шестом подробности  | Елена Исинбаева Россия                                                      | 4,90 м WR CR     | Анна Роговская Польша                                                         | 4,75 м NR    | Моника Пырек Польша                                                            | 4,70 м      |
| Прыжок в длину подробности   | Найде Гомеш Португалия                                                      | 6,70 м NR        | Стилиани Пилату Греция                                                        | 6,64 м       | Адина Антон Румыния                                                            | 6,59 м      |
| Прыжок в длину подробности   | Найде Гомеш Португалия                                                      | 6,70 м NR        | Стилиани Пилату Греция                                                        | 6,64 м       | Бьянка Капплер [c] Германия                                                    | 6,53 м [c]  |
| Тройной прыжок подробности   | Виктория Гурова Россия                                                      | 14,74 м          | Магделин Мартинес Италия                                                      | 14,54 м      | Карлота Кастрехана Испания                                                     | 14,45 м NR  |
| Толкание ядра подробности    | Надежда Остапчук Белоруссия                                                 | 19,37 м          | Кристина Забавская Польша                                                     | 18,96 м      | Ольга Рябинкина Россия                                                         | 18,83 м     |
| Пятиборье подробности        | Каролина Клюфт Швеция                                                       | 4948 очков NR CR | Келли Созертон Великобритания                                                 | 4733 очка NR | Наталья Добрынская Украина                                                     | 4667 очков  |

b  26 апреля 2006 года в своём ежемесячном информационном письме ИААФ сообщила о дисквалификации турецкой бегуньи на длинные дистанции эфиопского происхождения Тезеты Денгерсы. В её допинг-пробе, взятой на чемпионате Европы в помещении — 2005, было обнаружено запрещённое вещество метенолон. Спортсменка была отстранена от участия в соревнованиях сроком на 2 года и лишена серебряной медали зимнего европейского первенства, завоёванной в беге на 3000 метров с результатом 8.46,65.

c  Заключительная попытка немецкой прыгуньи в длину Бьянки Капплер была измерена некорректно, о чём спортсменка сообщила судьям по окончании соревнований. С показанным в ней результатом 6,96 м (что на 25 сантиметров лучше личного рекорда) она бы стала чемпионкой Европы в помещении. После продолжительного разбирательства судьи признали ошибку при измерении попытки и предложили повторить эту единственную попытку на следующий день. Капплер отказалась, подчеркнув, что не существует таких правил, которые обязывают её делать перепрыжку. Исходя из телевизионной трансляции, немка приземлилась в своём заключительном прыжке приблизительно к отметке 6,65 м, чего было бы достаточно для медали. На основании всех фактов жюри приняло решение аннулировать шестую попытку немецкой спортсменки (в итоговом протоколе с результатом 6,53 м она заняла 7-е место) и вручить ей вторую бронзовую медаль.

## Медальный зачёт
Медали в 28 дисциплинах лёгкой атлетики завоевали представители 20 стран-участниц.
 Принимающая страна
| Место | Страна         | Золото | Серебро | Бронза | Всего |
| ----- | -------------- | ------ | ------- | ------ | ----- |
| 1     | Россия         | 9      | 2       | 6      | 17    |
| 2     | Швеция         | 3      | 1       | 1      | 5     |
| 3     | Франция        | 2      | 1       | 1      | 4     |
| 4     | Ирландия       | 2      | 0       | 0      | 2     |
| 5     | Испания        | 1      | 6       | 5      | 12    |
| 6     | Великобритания | 1      | 4       | 1      | 6     |
| 7     | Польша         | 1      | 3       | 2      | 6     |
| 8     | Украина        | 1      | 2       | 3      | 6     |
| 9     | Румыния        | 1      | 2       | 1      | 4     |
| 10    | Беларусь       | 1      | 1       | 0      | 2     |
| 11    | Германия       | 1      | 0       | 4      | 5     |
| 12    | Болгария       | 1      | 0       | 1      | 2     |
| 13    | Бельгия        | 1      | 0       | 0      | 1     |
| 13    | Дания          | 1      | 0       | 0      | 1     |
| 13    | Португалия     | 1      | 0       | 0      | 1     |
| 13    | Чехия          | 1      | 0       | 0      | 1     |
| 17    | Австрия        | 0      | 2       | 1      | 3     |
| 17    | Греция         | 0      | 2       | 1      | 3     |
| 19    | Нидерланды     | 0      | 1       | 1      | 2     |
| 20    | Италия         | 0      | 1       | 0      | 1     |
| Всего | Всего          | 28     | 28      | 28     | 84    |